# کمینو
کمینو (به انگلیسی: Comino) یا کمینا (به مالتی: Kemmuna) که پیش‌تر افاستیا (به انگلیسی:Ephaestia؛یونان باستان: Ηφαιστεία) نامیده می‌شد، یک جزیره کوچک از مجمع الجزایر مالت است که با ۳٫۵ کیلومتر مربع (۱٫۴ مایل مربع) بین جزایر مالت و گوزو یا غودش در دریای مدیترانه قرار گرفته‌است. نام این جزیره از نام بذر زیره سبز (cumin) گرفته شده که زمانی در جزایر مالت شکوفا شد. این جزیره کم جمعیت‌ترین منطقه در جمهوری مالت است. جمعیت ساکنان دائمی این جزیره به دنبال درگذشت چهارمین ساکن آن در سال ۲۰۱۷، تنها سه نفر است. از لحاظ اداری، بخشی از شهرداری گاجنسیلم، در جنوب شرقی گوزو یا غودش محسوب می‌شود. در نزدیکی این جزیره در جزیره گوزو یک کشیش و یک پلیس حضور دارند. این جزیره یک پناهگاه طبیعت و پرندگان محسوب می‌شود.

## نگارخانه

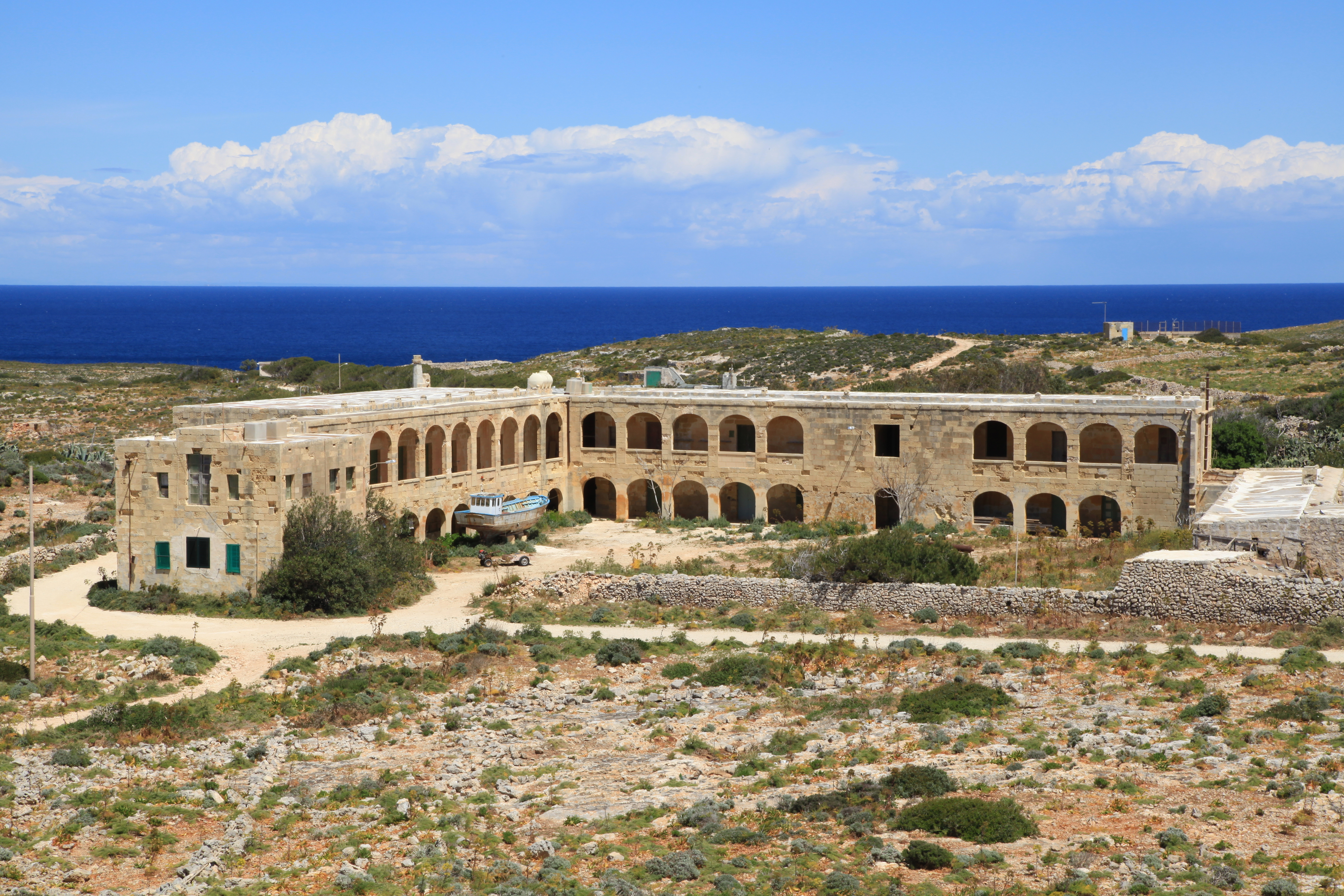
این بنا که به قصد پادگان ساخته شده، بعدها برای قرنطینه و بیمارستان مورد استفاده قرار گرفته‌است
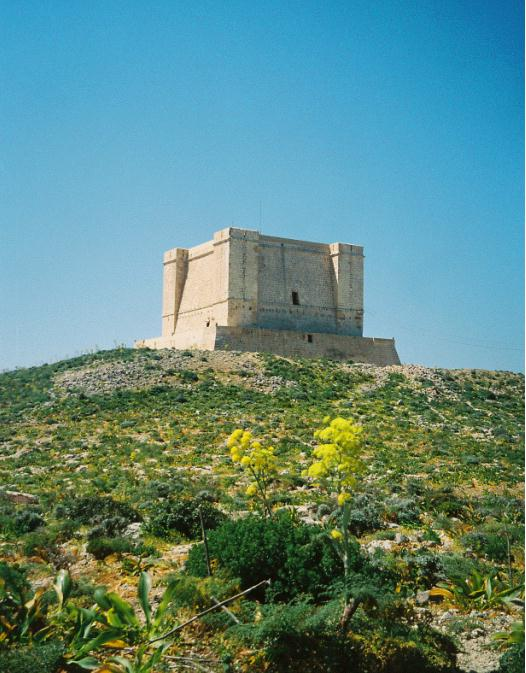
نمایی از برج سنت ماری که بر حاشیه ساحل حاکم است
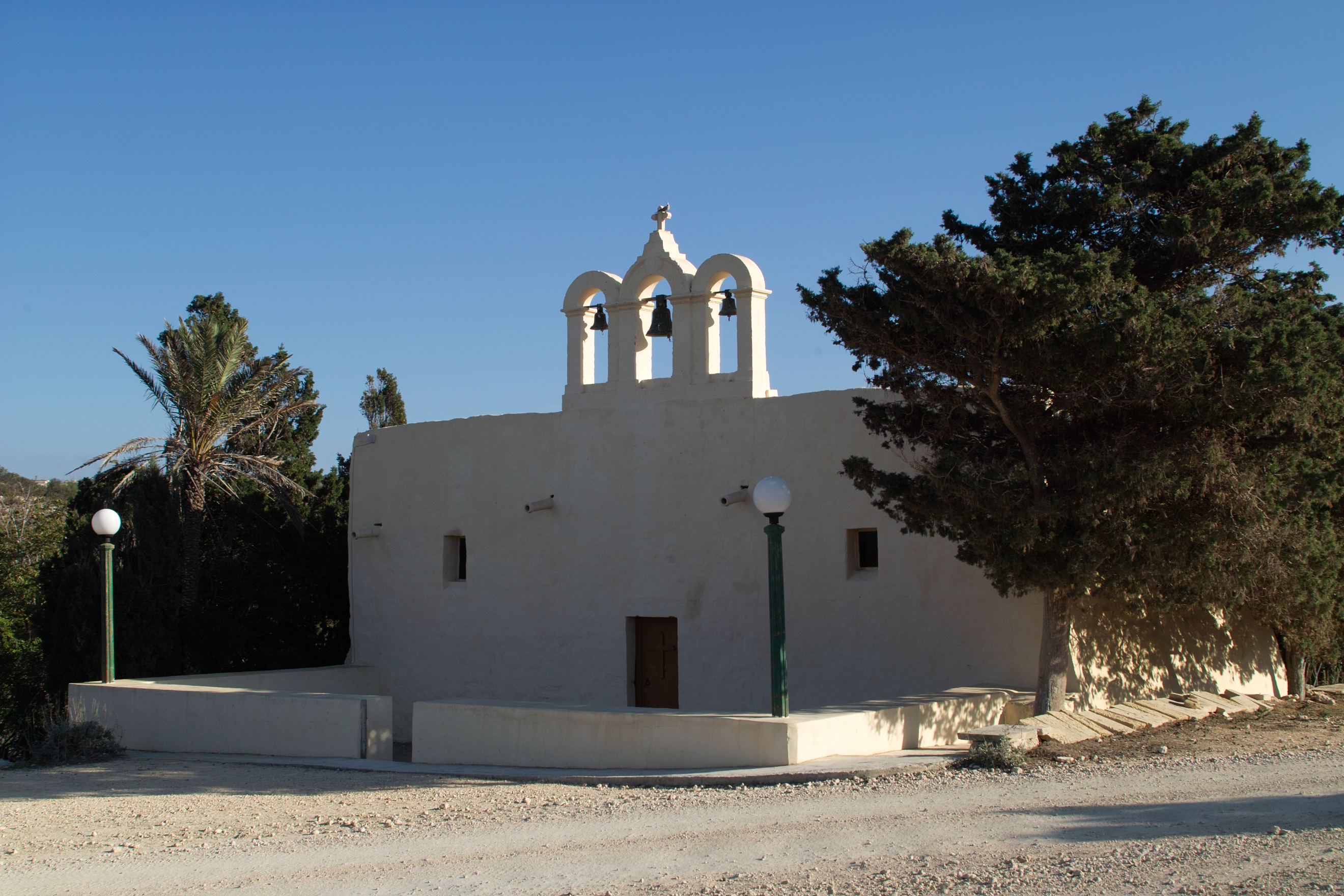
عبادتگاه چاپل کمینو
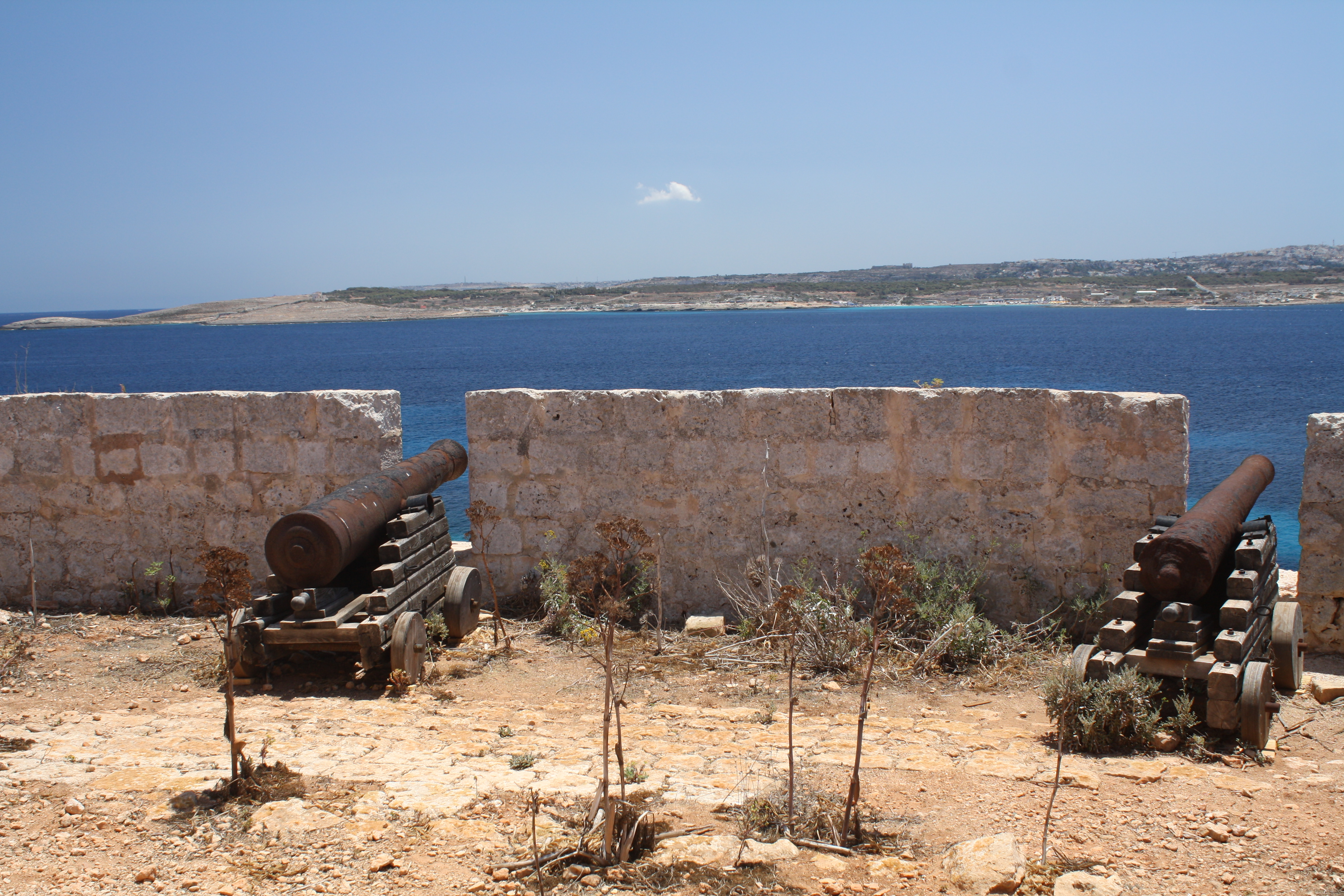
دو توپ بازیافت شده در توپخانه سنت مری
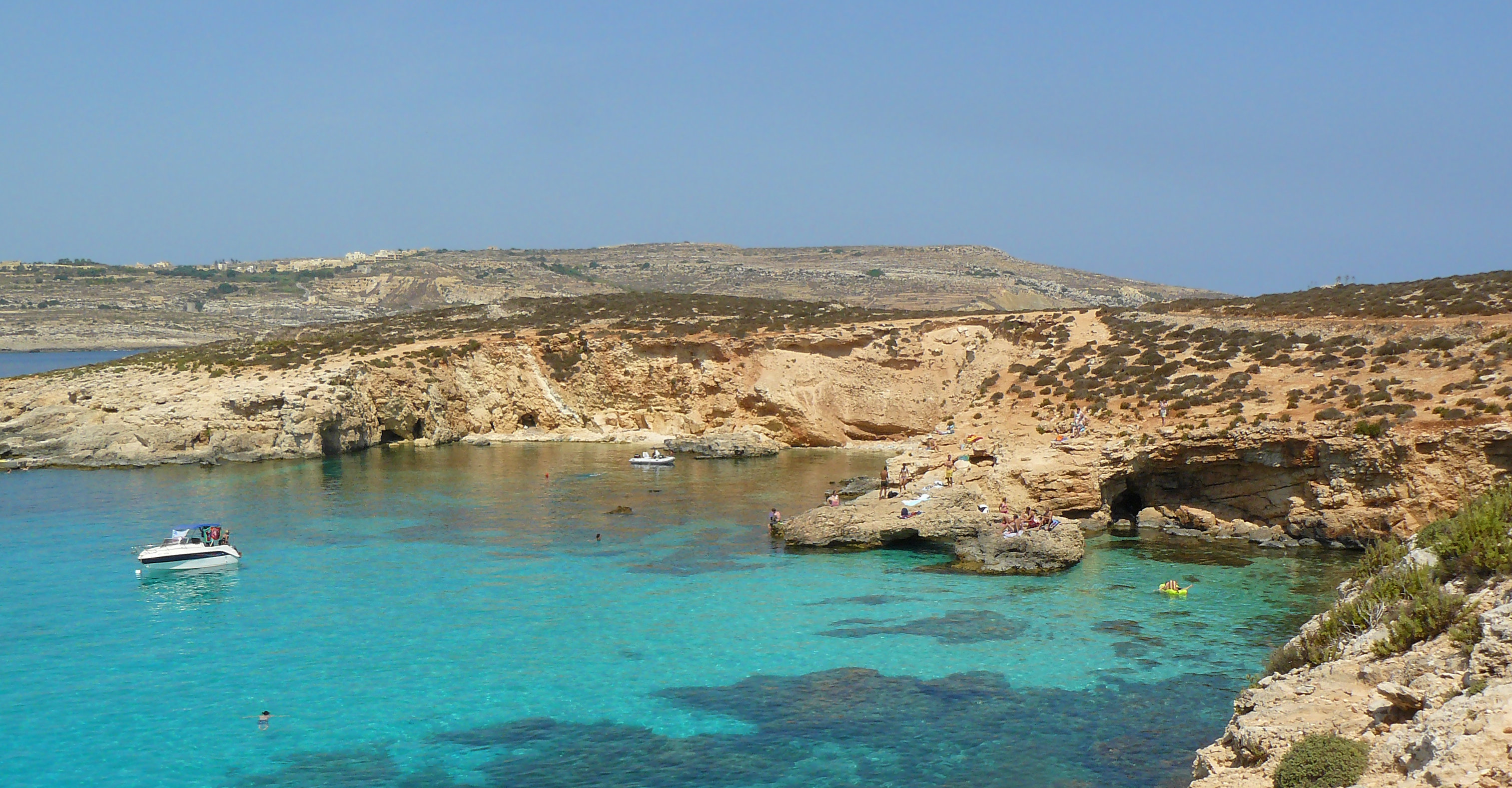
تالاب آبی